# 古坑村

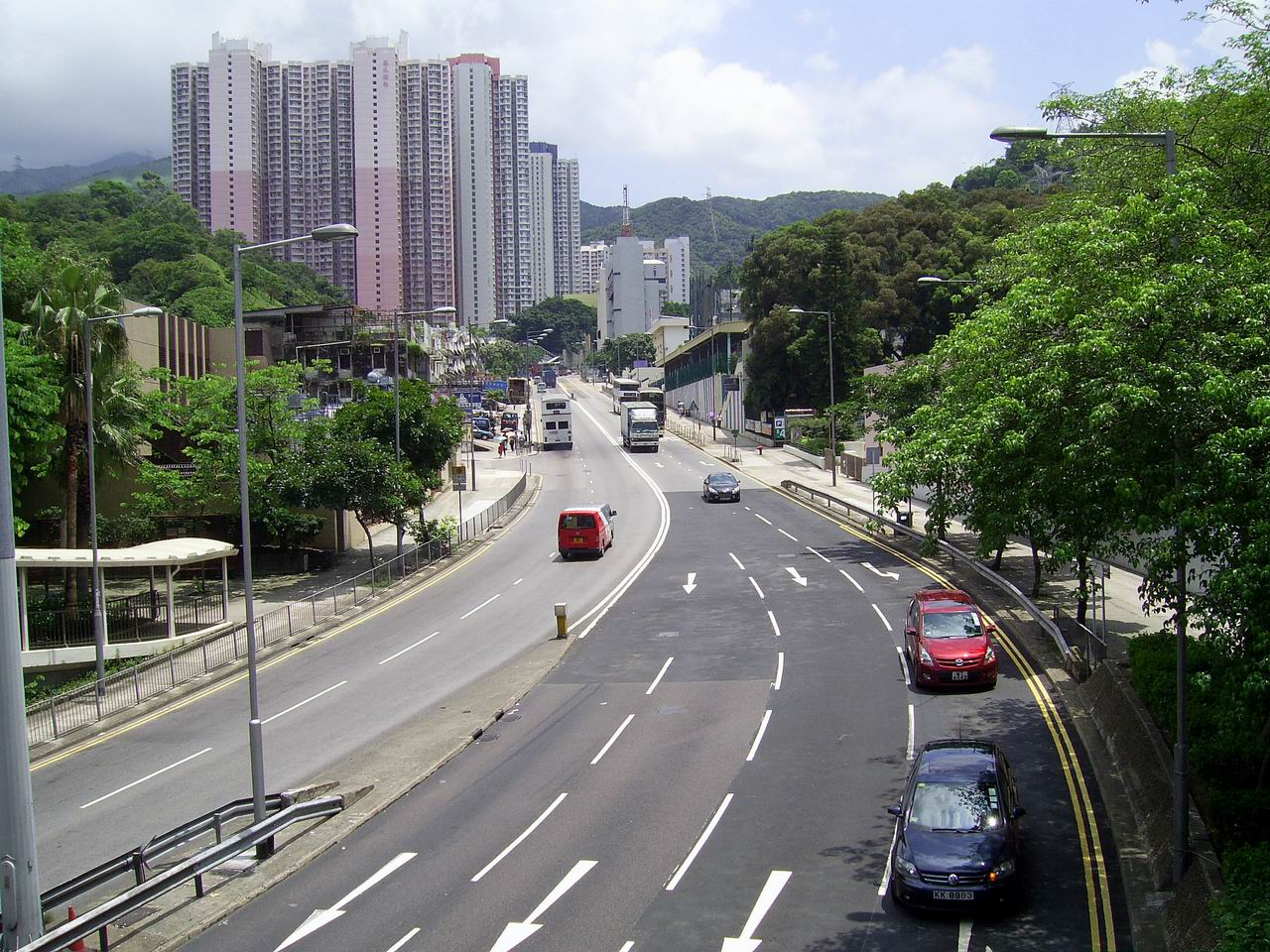
古坑村位於和宜合道北段的西邊斜坡

古坑村（英語：Kwu Hang）是香港新界荃灣的一條重置原居民村落，位於和宜合道，隸屬於荃灣鄉事委員會。

## 歷史

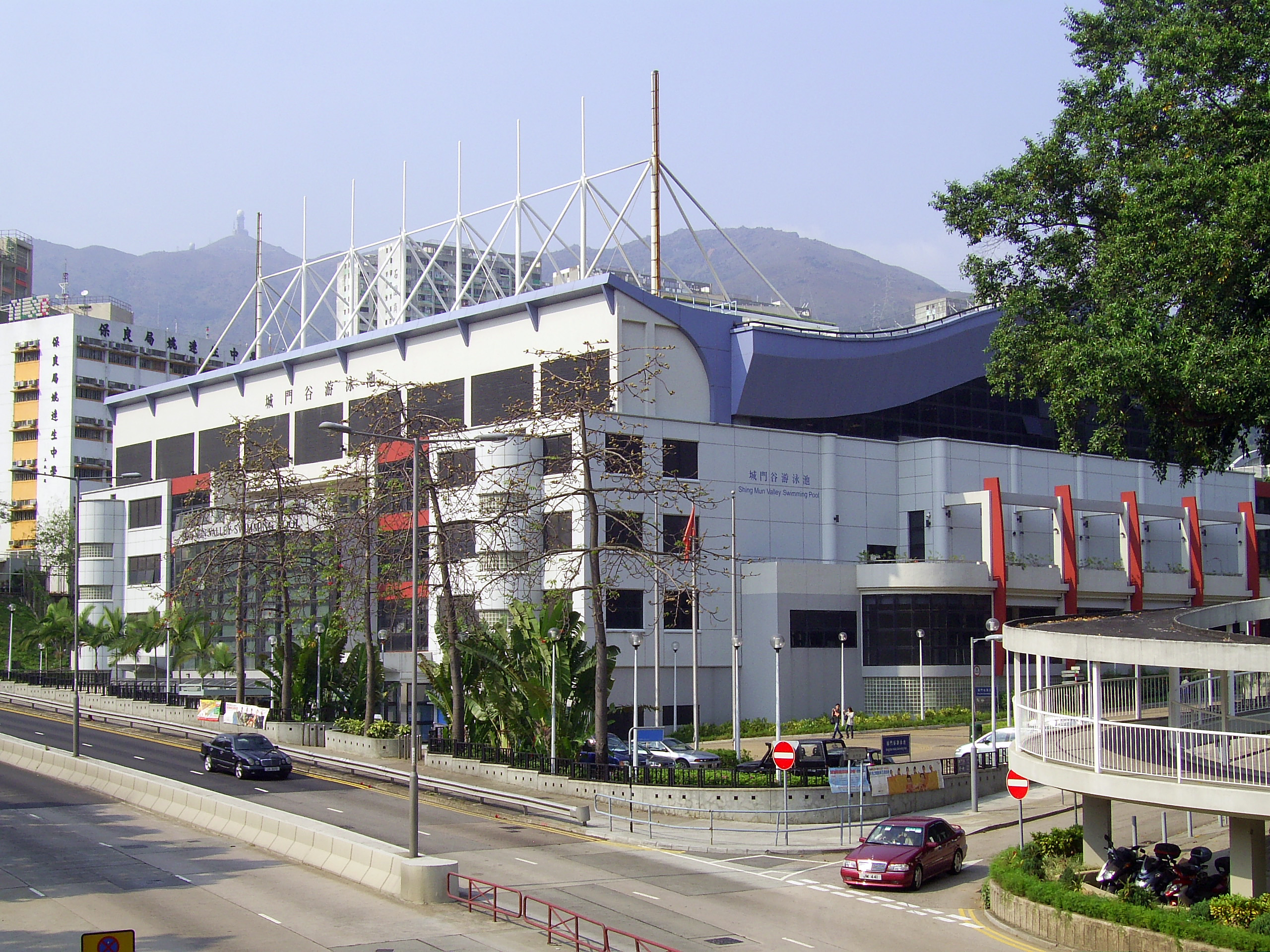
城門谷游泳池，古坑村原址

古坑村居民以曾氏為主，他們的祖先於1669年與其他四個氏族建立老圍，曾氏後人於1895年到古坑開枝建村，同宗的還有早於18世紀建村的川龍和柴灣角村。古坑村載於新界鄉議局編著的《新界原有鄉村名冊》和1905年批出的集體官契中。
古坑村原址位於城門道下的山谷（現今為城門谷游泳池），得名於村旁一條由大帽山經象鼻山至關門口流出荃灣的河溪，亦有土名瓦窰龍。古坑村與石圍角村、二坡圳村、米西塱村為鄰。村中有8間村屋，週邊有耕地與豬欄。
二戰後，不少人在古坑村村後、城門道下的斜坡搭建木屋聚居，成為一片木屋區。木屋區居民曾經成立古坑村居民委員會以改善居民福利。自1960年代起，香港政府已計劃於城門谷與老圍之間的山地石圍角發展廉租屋邨（後改稱公共屋邨），並因此多番與古坑及鄰村村民商討遷村安排。政府原計劃將古坑村安置於關門口、楊屋和河背三村位於國瑞路的重置村旁邊，但最終選址和宜合道旁。在商討過程中，古坑村曾氏家族就政府作出賠償的土地業權產生分歧，需要訴諸法庭，敗訴的一方留守至清拆前最後一刻方接受賠償分成。
1974年，古坑村部份石屋、木屋、農舍和豬欄開始清拆。 1977年，古坑村與二坡圳、石圍角原居民一同遷到和宜合道重置村，古坑村獲得12棟標準三層高村屋，再沒有農地耕作。至1983年，古坑村木屋區仍然有木屋約200間，居民約1,100人。古坑村木屋區最後於1989年清拆，原址用作興建城門谷公園。

## 事件
- 1963年，原古坑村8號村屋被改裝成棉花工場。有工友為工場設置機器期間在地底發掘出一具完整成人骸骨，附近有一枚金屬衫鈕。專家推斷該具屍骨已死亡十年以上，村民推測是日軍士兵遺骸。[20][21]

## 外部連結
- 居民代表選舉古坑（荃灣）的劃定現有鄉村範圍（2019－2022年） （页面存档备份，存于）